# 14号密西西比州州道

14号密西西比州州道（英語：Mississippi Highway 14，MS14）是美国密西西比州的二段东西走向州道的合称，全长145.4英里（234.0），东段西起霍爾姆斯縣古德曼接55號州際公路（I-55），东至阿拉巴马州边32号阿拉巴马州州道（SR32），西段西起伊薩奎納縣邁耶斯維爾接1号密西西比州州道（MS1），东至漢弗萊斯縣路易絲接149号密西西比州州道（MS149）。